# Університет Данді
Університет Данді — публічний університет в королівському окрузі та місті Данді, Шотландія.
Заснований в 1881, як коледж Університету Сент-Ендрюз, Сполученого Університету Сент-Ендрюз та Коледжу Св. Марії. Через значне розширення, в 1967 на його основі було створено незалежний університет. Від початку своєї незалежності університет став значним міжнародним центром для навчання та досліджень.
Головний корпус університету знаходиться в місті Данді. В ньому(головному корпусі) також знаходиться філіал Дункана Джорданстонського Коледжу Мистецтва та Дизайну. Університет також має кампуси в Госпіталі Найнвелс та містечку Керкколді, в якому знаходяться частини університетської Школи Догляду та Акушерства. Університет отримав значну репутацію завдяки студентам які навчаються за такими напрямками: право, медицина, природничі науки та мистецтво.

## Історичні колекції
Як і багато інших університетів, Університет Данді має великі музейні колекції які збиралися протягом 139 років його історії. Вони включають: живопис, наукові інструменти, медичне обладнання та інше. Найвизначнішими серед них є: 
- Значна колекція Шотландського живопису від XVII століття і до сьогодні, яку можна побачити в різних кампусах університету та тимчасових виставках в галереях «Ламб»(Lamb) та «Тауер Фоєр»(Tower Foyer);
- Тейсайдський Музей Історії Медицини - одна з найкращих медичних колекцій Шотландії. Розташована в госпіталі Найнвелс;
- Зоологічний музей Д'Арсі Томпсона, який включає зразки, моделі та інші навчальні та дослідницькі матеріали зібрані автором книги «На зростанні та формуванні»(On Growth & Form);
- Колекція Коледжу Дункана Джорданстонського, яка включає роботи колишніх студентів та працівників мистецького коледжу. Наразі колекція перебуває під наглядом університетського музейного сервісу.

## Додаткові посилання
University Museum Services